# Campeonato Nacional de la AAA

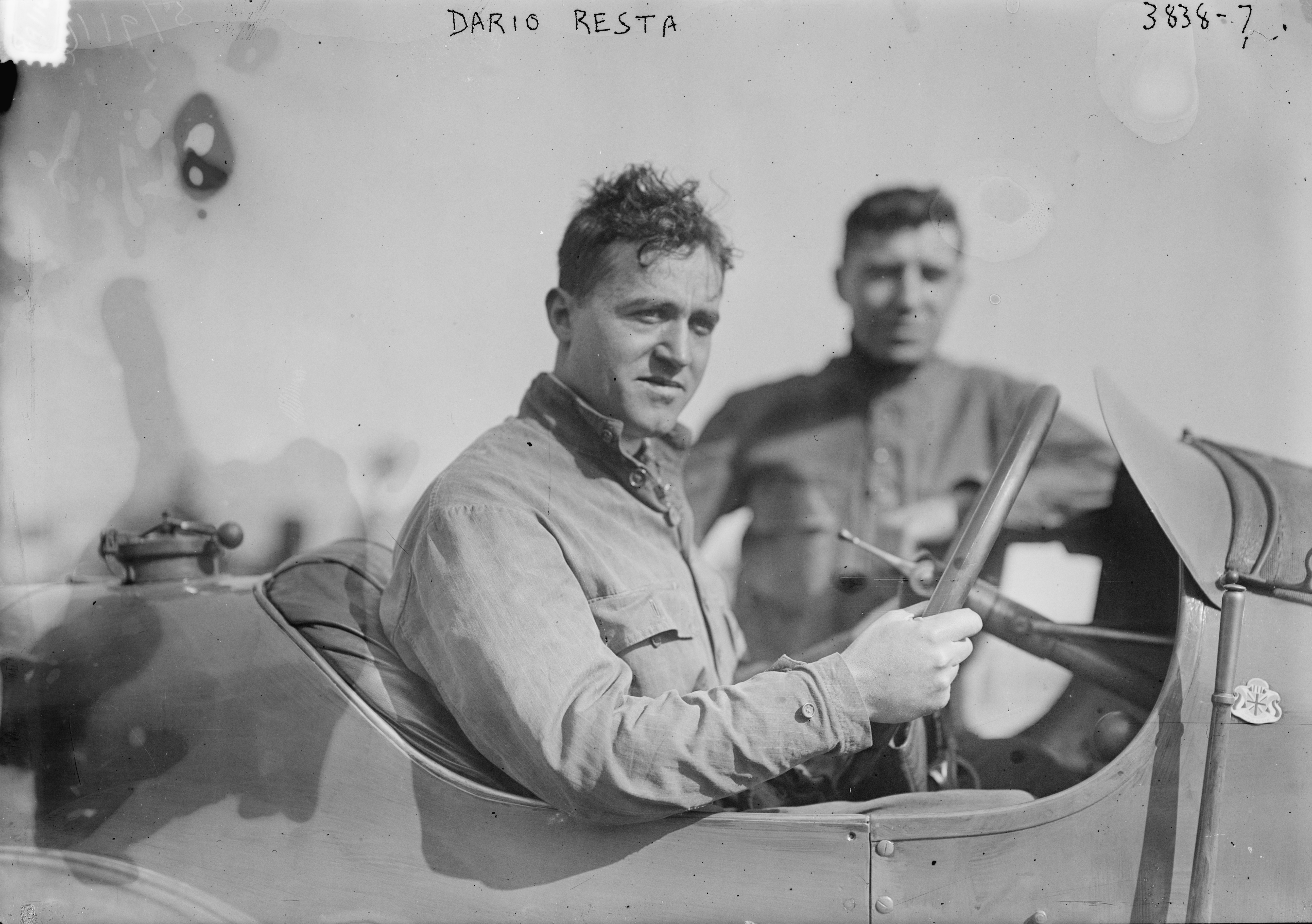
Dario Resta, Campeón Nacional de la AAA en 1916.

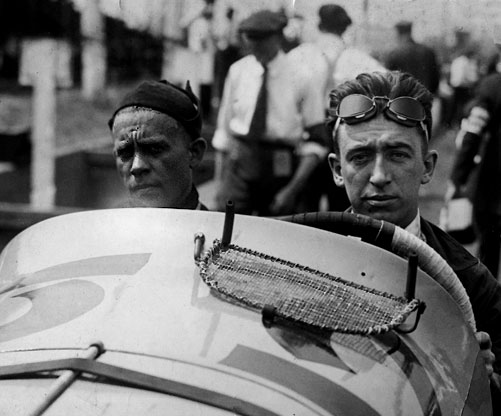
Jimmy Murphy (derecha), Campeón Nacional de la AAA en 1921 y 1924.

El Campeonato Nacional de la AAA, más conocido como Campeonato Nacional de la AAA, y en su temporada debut, como Campeonato Nacional de Automóviles de la AAA, fue un campeonato de automovilismo de velocidad que se disputó en Estados Unidos entre 1905 y 1955. Era organizado por el Contest Board de la Asociación Estadounidense del Automóvil (AAA, por sus siglas en inglés), que también fiscalizaba carreras como la Copa Vanderbilt y posteriormente las 500 Millas de Indianápolis.
Fue la primera serie de carreras de automovilismo de monoplazas y es quizá, el uno de los campeonatos de coches más antiguo del mundo. El certamen atrajo la nueva tendencia dentro de la historia del automóvil, sobre todo al auge de competiciones automovilísticas en todo los Estados Unidos, tras la experiencia generada en las primeras carreras de automovilismo disputadas en Europa a inicios del siglo XX.
Luego del desastre de Le Mans en 1955 y otras muertes en carreras internacionales de automovilismo, la AAA decidió dejar de fiscalizar carreras de automovilismo, por lo que en 1956 fue reemplazado por el Campeonato Nacional del USAC.

## Historia

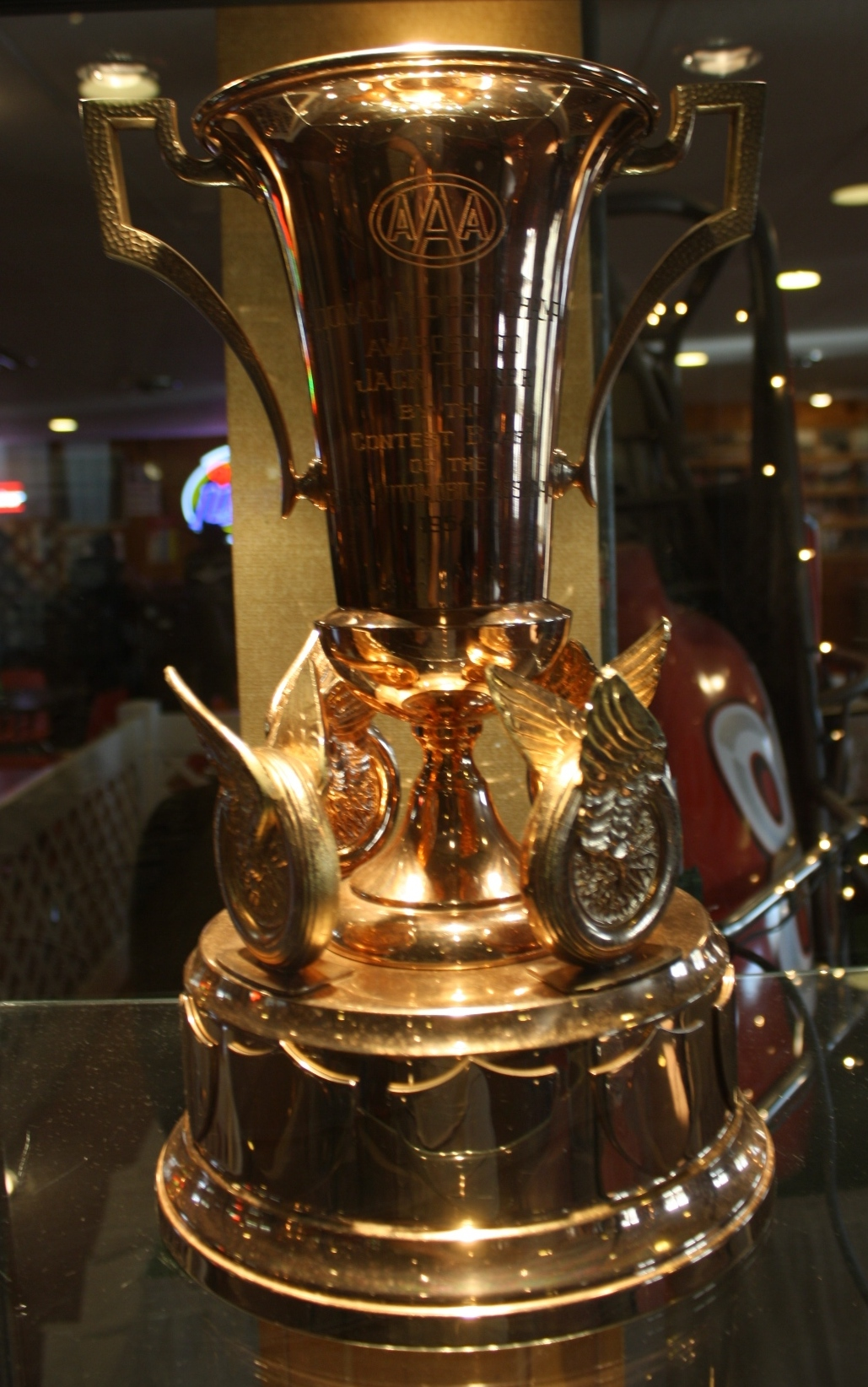
Trofeo Jack Turner, que se otorgaba al ganador de la temporada, este es de 1954.

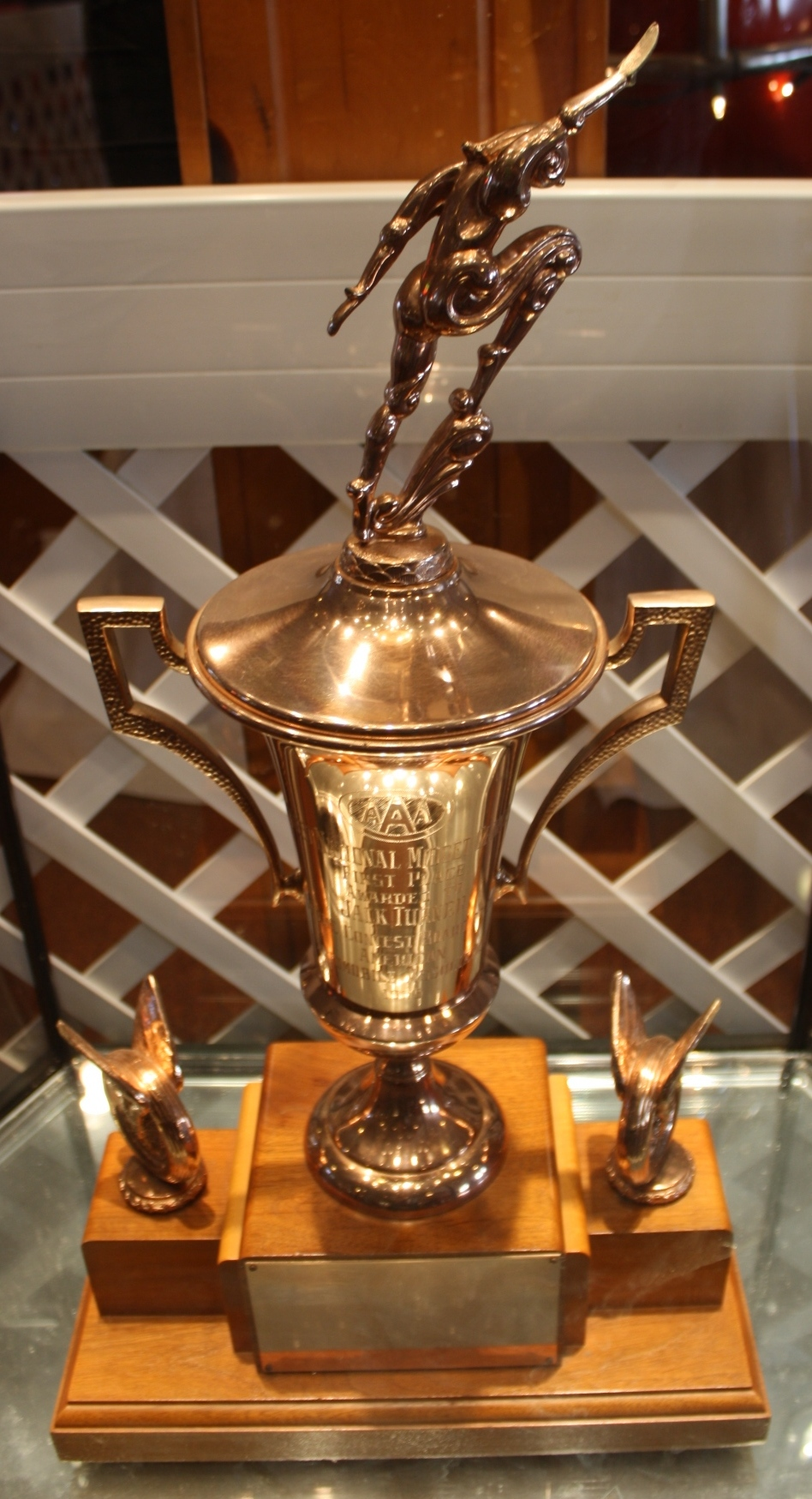
Trofeo Jack Turner, este es de 1955.

El Campeonato Nacional de la AAA es considerado uno de los campeonatos de coches monoplazas de carreras más antiguos del mundo. Las primeras competencias sancionadas por la AAA datan de 1904 e incluso mucho antes, desde 1902 según los registros históricos del archivo automovilístico de la AAA, pero se considera que en 1905 se celebró de manera oficial el 1° campeonato nacional de coches. Barney Oldfield fue el primer campeón.
Entre 1906 y 1915, la AAA decidió no conceder de manera oficial el título de manera oficial, aunque en dicho período si se realizaron las temporadas declarando un campeón nacional sin ser oficial dichas temporadas, a pesar de ser sancionadas por la AAA, por lo que se les ha considerado temporadas no oficiales con competencias individuales.  El estado de estas temporadas post factum (1902-1904, 1906-1915 y 1917-1919) aún es un punto de discusión seria para los estadísticos y los historiadores.
El Campeonato de carreras de coches no cesó en los Estados Unidos durante la Primera Guerra Mundial, pero el campeonato nacional oficial fue suspendido entre 1917 y 1918. Las 500 millas de Indianápolis en sí fue suspendido voluntariamente durante 1917 y 1918.
Desde 1920, el campeonato se reanudó oficialmente, y a pesar de la difícil coyuntura económica que posteriormente siguió (La Gran Depresión), se continuó corriendo continuamente a lo largo del período de la crisis. Poco después de los ataques Pearl Harbor (Inicio de la Segunda Guerra Mundial), todas las carreras de automóviles fueron suspendidas. Entre 1942 y 1945 no se disputaron ningún evento, siendo prohibidas por el gobierno de los EE. UU. sobre todo a causa del racionamiento en la industria metalúrgica para fomentar los gastos de la guerra. Las carreras se reanudaron en 1946.

## El desastre de Le Mans de 1955 y la creación de la USAC
Finalmente la AAA dejó de promocionar la organización de campeonatos automovilísticos en 1955 a raíz de una rápida sucesión de accidentes mortales de alta gravedad, como el accidente de Manuel Ayulo durante una práctica en Indianapolis Motor Speedway el 16 de mayo, previo a la disputa de las 500 Millas de Indianápolis, el accidente fatal de Alberto Ascari en unas prácticas con un coche deportivo de Ferrari en Monza el 26 de mayo, el del dos veces campeón de las 500 Millas de Indianápolis Bill Vukovich durante la competición de la misma el 30 de mayo, y el Desastre de Le Mans en 1955 el 11 de junio. Finalmente, una organización sustituyó a la AAA llamado United States Automobile Club (en español, Automóvil Club de los Estados Unidos), conocido por sus siglas USAC, que operaría un nuevo campeonato llamado Campeonato Nacional del USAC entre 1956 a 1984.

## Caractéristicas reglamentarias de los coches

### 1930 a 1937
A lo largo de 1922 y de nuevo desde 1930 hasta 1937, era habitual que los coches fueran biplazas, en contraste con la habitual forma de una sola plaza como lo era la norma habitual reglamentaria. El piloto estaría acompañado por un mecánico a bordo como copiloto.

### Nombre IndyCar a los monoplazas
Aunque extraoficialmente el nombre de monoplaza IndyCar se remonta al nombre dado a la prueba disputada en Indianapolis Motor Speedway durante tantos años ejercida desde la aparición del Campeonato Nacional de la AAA, oficialmente los coches se ganaron muchos años después este nombre a raíz de la celebración de las 500 millas de Indianapolis desde sus comienzos, pero que finalmente adquirió dicho nombre mucho tiempo después de desaparecida la competición que realizó la AAA.

## Campeones

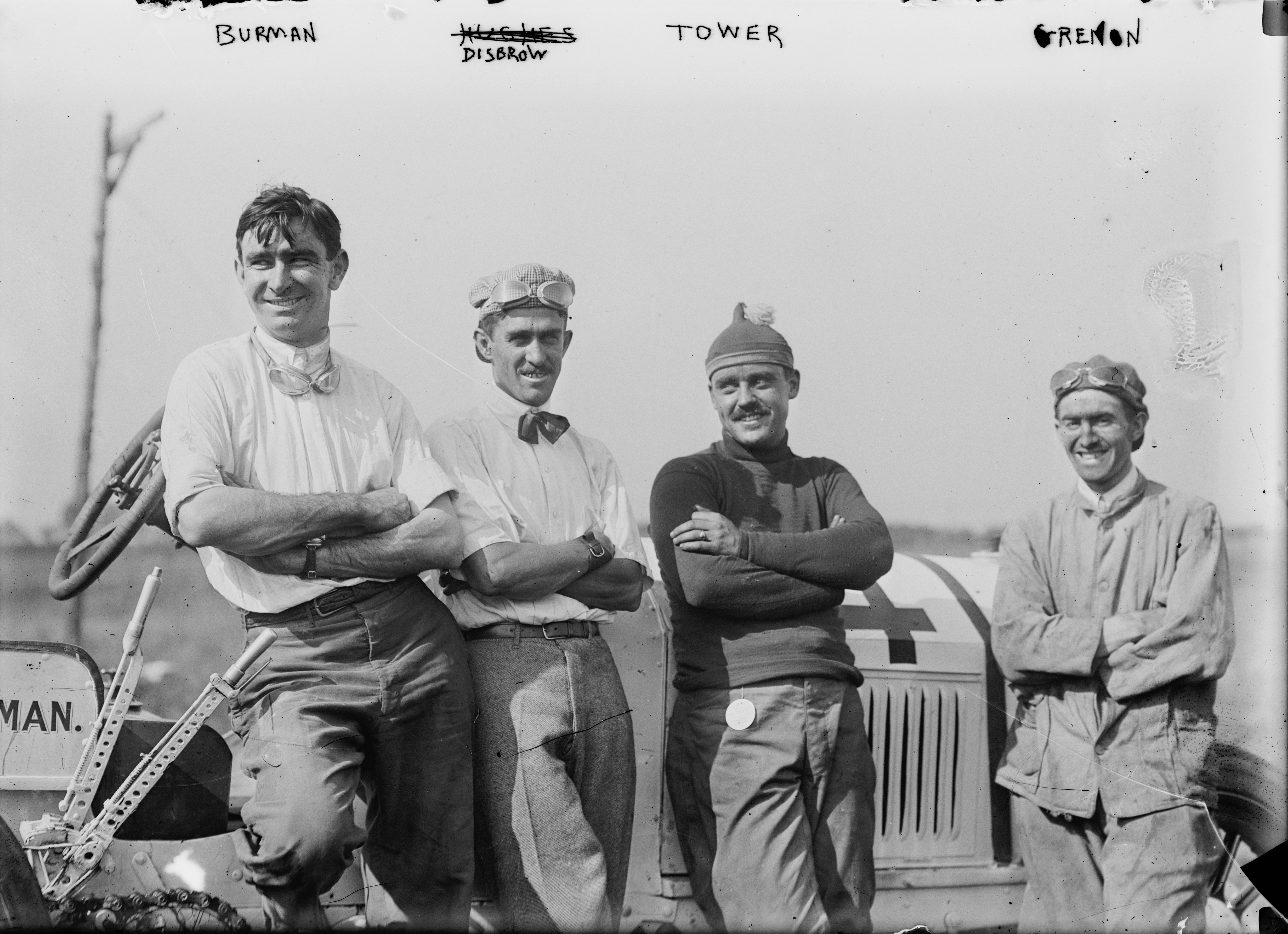
Bob Burman, Louis Disbrow, Jack Tower, y Joe Grennon durante la 1° edición de las 500 Millas de Indianápolis celebrada en 1911.

| Año       | Campeón |
| --------- | --- |
| 1905      | Barney Oldfield |
| 1906–1915 | No se consideró campeonato oficial a pesar de que se corrió carreras individuales avaladas por la AAA.                                       |
| 1916      | Dario Resta |
| 1917–1919 | No hubo campeonato por la Primera Guerra Mundial; la temporada de 1919 es de exhibición, nunca contó como reanudación oficial del campeonato |
| 1920      | Gaston Chevrolet |
| 1921      | Tommy Milton |
| 1922      | Jimmy Murphy |
| 1923      | Eddie Hearne |
| 1924      | Jimmy Murphy |
| 1925      | Pete DePaolo |
| 1926      | Harry Hartz |
| 1927      | Pete DePaolo |
| 1928      | Louis Meyer |
| 1929      | Louis Meyer |
| 1930      | Billy Arnold |
| 1931      | Louis Schneider |
| 1932      | Bob Carey |
| 1933      | Louis Meyer |
| 1934      | Bill Cummings |
| 1935      | Kelly Petillo |
| 1936      | Mauri Rose |
| 1937      | Wilbur Shaw |
| 1938      | Floyd Roberts |
| 1939      | Wilbur Shaw |
| 1940      | Rex Mays |
| 1941      | Rex Mays |
| 1942–1945 | No hubo campeonato por la Segunda Guerra Mundial                                                                                             |
| 1946      | Ted Horn |
| 1947      | Ted Horn |
| 1948      | Ted Horn |
| 1949      | Johnnie Parsons |
| 1950      | Henry Banks |
| 1951      | Tony Bettenhausen |
| 1952      | Chuck Stevenson |
| 1953      | Sam Hanks |
| 1954      | Jimmy Bryan |
| 1955      | Bob Sweikert |

## Retrospectivas de premios a ganadores de las temporadas no oficiales
En 1926, los comisionados de la AAA, Val Haresnape y Arthur Means, siendo parte de la Board Contest de la AAA, (en español, Junta del Concurso de la AAA) habían reconsiderado tener como parte del historial del campeonato los resultados del campeonato de carreras más importantes de la AAA que no fueron oficiales pero que fueron sancionados por ser ejecutado entre los años de 1909 y 1915 y los de 1917 a 1920. Inicialmente se cambió al ganador del campeonato 1920 por Tommy Milton, más tarde, en 1929 se había hecho la corrección al restaurar a Gaston Chevrolet como el ganador original.

### Resultados
- 1909:  George Robertson
- 1910:  Ray Harroun
- 1911:  Ralph Mulford
- 1912:  Ralph DePalma
- 1913:  Earl Cooper
- 1914:  Ralph DePalma
- 1915:  Earl Cooper
- 1917:  Earl Cooper
- 1918:  Ralph Mulford
- 1919:  Howard Wilcox
- 1920:  Tommy Milton (*) /  Gaston Chevrolet

#### Nota
(*) Trofeo otorgado inicialmente a Tommy Milton pero rectificado a Gaston Chevrolet.

De acuerdo al estudio histórico hecho por el historiador de automovilismo Russ Catlin, quien revisó y estudió oficialmente los registros de la AAA, algunos de los resultados del campeonato sobre la base de todas competencias organizadas por la AAA entre 1902-1915 y 1916-1919, publicándose en la programación de la Indianápolis 500 de 1952. Por entonces se acreditó a siete campeones recién acreditados y cambiaron al campeón de 1909 Bert Dingley por George Robertson y al campeón 1920 de Gaston Chevrolet por Tommy Milton. La IndyCar reconoce actualmente la lista de Russ Catlin desde 1909 hasta 1919, pero con Gaston Chevrolet como campeón de 1920.

### Resultados
- 1902:  Harry Harkness
- 1903:  Barney Oldfield
- 1904:  George Heath
- 1905:  Victor Hémery
- 1906:  Joe Tracy
- 1907:  Eddie Bald
- 1908:  Lewis Strang
- 1909:  George Robertson
- 1910:  Ray Harroun
- 1911:  Ralph Mulford
- 1912:  Ralph DePalma
- 1913:  Earl Cooper
- 1914:  Ralph DePalma
- 1915:  Earl Cooper
- 1916:  Dario Resta
- 1917:  Earl Cooper
- 1918:  Ralph Mulford
- 1919:  Howard Wilcox
- 1920:  Tommy Milton

Cada año desde 1909 hasta 1915 y en 1919, la revista de coches americana Motor Age seleccionó al "piloto del año", del cual definió en dicha información los Ganadores de dichas temporadas entre 1909-1915 y 1919:
- 1909:  Bert Dingley
- 1910:  Ralph Mulford
- 1911:  Harvey Herrick
- 1912:  Ralph DePalma
- 1913:  Earl Cooper
- 1914:  Ralph DePalma
- 1915:  Gil Andersen
- 1919:  Eddie Hearne